# Simone Faggioli
Simone Faggioli (* 24. červenec 1978, Florencie, Itálie) je italský automobilový závodník, který je jedenáctinásobným mistrem Evropy v automobilových závodech do vrchu (ZAV) v nejrychlejší kategorii 2 (2005, 2009, 2010, 2011, 2012, 2013, 2014, 2015, 2016, 2017 a 2019). Velmi úspěšný je i v domácím italském mistrovství, kde již ve svojí kariéře dokázal dosáhnout na celkem 17 celkových vítězství. Jeho závodní tým Faggioli Racing sídlí nedaleko Florencie. Je ženatý a má tři děti.

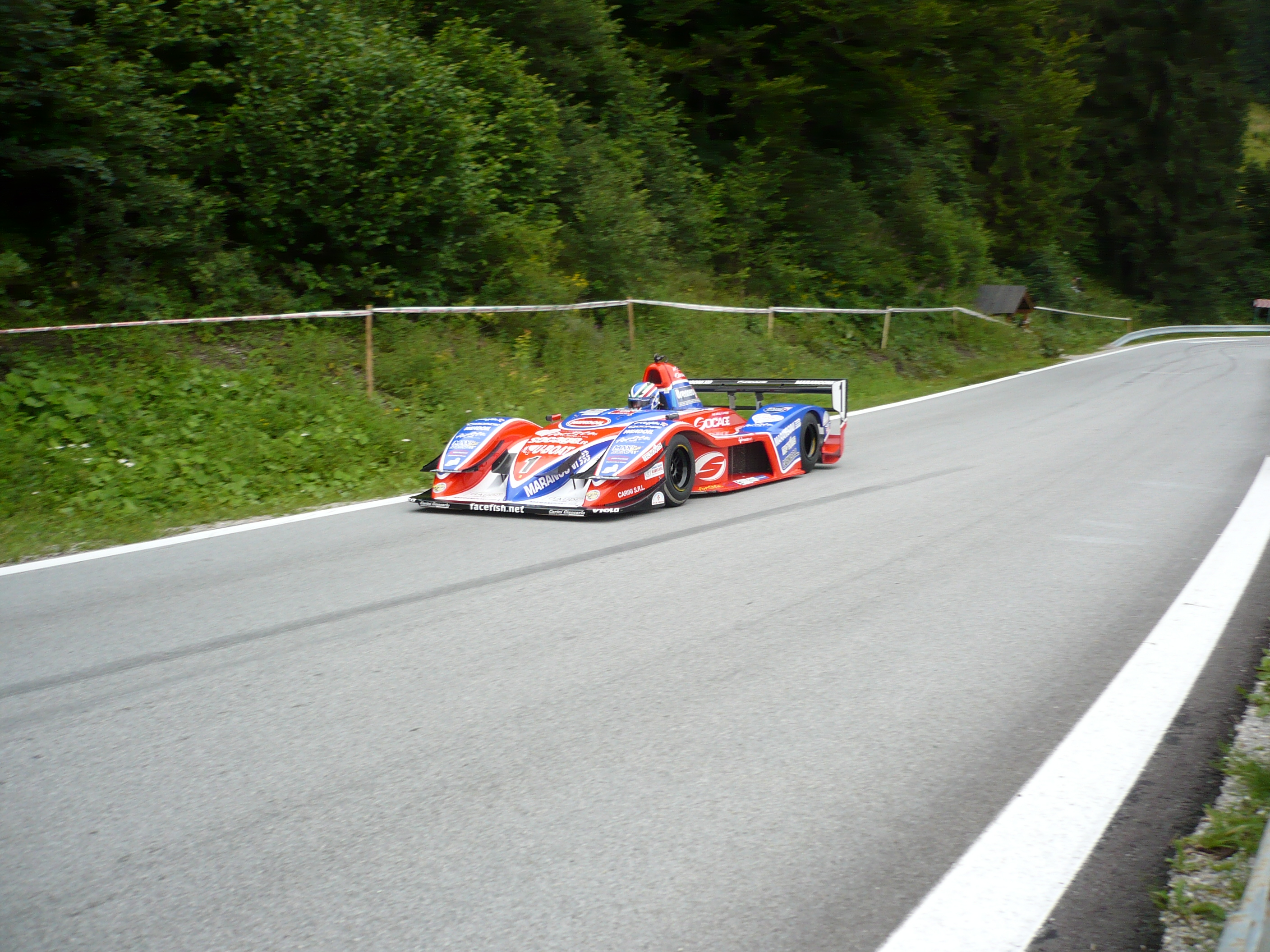
Simone Faggioli (Osella FA30 Zytek) na trati Dobšinského kopce; rok 2012

Simone Faggioli se i přes své mládí zapsal nesmazatelně do historie evropských závodů do vrchu, když v 38 letech dokázal v sezóně 2016 vyrovnat rekord v množství získaných titulů mistra Evropy v závodech automobilů do vrchu v kategorii sportovních prototypů s legendárním Maurem Nestim. Oba v té chvíli byli devítinásobnými mistry Evropy. O rok později, 2017, se stal díky 10 získaným evropským titulům nejúspěšnějším jezdcem historie evropského šampionátu.

## Závodní kariéra
Faggioliho kariéra začala strmě stoupat od roku 1997, kdy vstoupil do italského vrchařského mistrovství ve šlépějích svého otce Mario Faggioliho, který rovněž závodil se sportovními prototypy v Itálii. Simone Faggioli si nejprve vyzkoušel závody s cestovním vozem malé kubatury s Renaultem Clio Williams, ale hned následující sezónu už sedlal otevřený sportovní prototyp, od sezóny 1998 bylo jeho jméno spojeno s vrchařskými speciály Osella Enginnering. V době, kdy se Simone Faggioli začal učit jízdě na kopcích se spiderem mohl čerpat zkušenosti nejen od svého otce, ale i od velikánů italských kopců Fabia Dantiho, Pasquele Irlanda, Frantze Tschagera nebo Maura Nestiho. Netrvalo dlouho a Simone Faggioli začal prohánět nejen celou italskou špičku, ale i tu evropskou. Jeho výkony zaujaly natolik, že si vysloužil post jezdce s tovární podporou Osella Enginnering, tedy bývalé stáje formule 1, kde Enzo Osella působil se svým týmem v letech 1980-1990. V továrním týmu Osella vystřídal Pasquale Irlanda a zesnulého Fabia Dantiho. Simone Faggioli] získal v počátcích řadu úspěchů s legendárním prototypem skupiny CN Osellou PA20S BMW, která v té době již dosluhovala a navíc byla odsunuta na druhou kolej po změně předpisů, kdy tyto vozy byly kvůli bezpečnosti zpomaleny.

### 2005 - 2008
Od roku 2005 tak Simone Faggioli prezentoval na kopcích dvoulitrový speciál Osella PA21S Honda s nímž hned v první sezóně ve vrchařském evropském šampionátu zvítězil a značce Osella přinesl již 19. titul mistrovského vozu. Jeho cestu za vavříny ale přerušila další změna předpisů, kdy byly do hodnocení mistrovství Evropy v závodech automobilů do vrchu zařazeny formulové monoposty s třílitrovými motory. V ten moment neměla Osella konkurenceschopný vůz a Simone Faggioli se stáhl zpět do italského šampionátu, kde s Osellou PA21s Honda dominoval. Spolu s Enzo Osellou ale urputně začali pracovat na nové zbrani a v sezóně 2008 vyjeli opět na evropské vrchy s prototypem Osella PA27 BMW. Nová koncepce prototypu s trubkovým rámem s dvoumístným provedením určeným pro skupinu E2-SC (sportscar), ale jen stěží stačila konkurovat formulovým monopostům F3000 s výkonnějšími motory Zytek či Mugen. Hlavní problém tedy byl v nespolehlivé a málo výkonné pohonné jednotce. S nepříliš spolehlivým šestiválcovým motorem BMW v úpravě Armaroli nebylo možné dosáhnout na lepší výsledek než třetí místo v hodnocení mistrovství Evropy ZAV v kategorii 2.

### 2009 - 2013
Osella PA27 BMW byla pro Simone Faggioliho jen mezistupněm. Enzo Osella pro něho vymyslel vítězný vůz s označením Osella FA30 Zytek. Jednalo se o sportovní prototyp s umístěním jezdce v ose vozu tedy monopost pro skupinu E2-SS (single seater) a nespolehlivý agregát BMW, který byl v Oselle PA27, nahradil upraveným motorem Zytek, tedy motorem, jenž využívaly tehdy nedostižné monoposty F3000. Spojení prototypu Osella a Simone Faggioli navíc využilo podpory pneumatikářské firmy Marangoni, která pro Simone Faggioliho připravovala speciální prototypové pneumatiky pro závody do vrchu. Simone Faggioli se podílel na vývoji pneumatik Marangoni i speciálu Osella FA30 Zytek od samého začátku a výsledkem společné práce s Marangoni i s Osellou byla absolutní dominance na italských i evropských kopcích. Simone Faggioli nejenže sbíral vítězné vavříny, ale překonával i rekordy tratí po celé Evropě. Pět titulů mistra Evropy pro Simone Faggioliho a Osellu v řadě bylo jasným důkazem, že Simone Faggioli je vrchařským vládcem své doby.

### 2014 - 2016
Po sezóně 2013, kdy Simone Faggioli dovršil pátý evropský titul v řadě a šestý celkově, odešel od italské Oselly a přechází ke konkurenční francouzské Normě a opět se podílel na vývoji. Norbert Santos, majitel a konstruktér Normy Auto Concept, mu nabídl zcela nový model Norma M20FC Zytek ve zkrácené vrchařské podobě, který spadal do skupiny E2-SC, protože jeho konstrukce byla klasickým dvoumístným sportovním prototypem, kde byl jezdec umístěn na straně (Norma konstruovala šasi s umístěním jezdce vpravo), tedy mimo osu vozu. Opticky menší vůz oproti Oselle FA30 Zytek vynikal moderními prvky aerodynamiky a konstrukčně se vyjímal kevlar karbonovým šasi. Simone Faggioli s novým vozem navázal na předchozí působení u Oselly a nadále vévodil italskému a evropskému vrchařskému šampionátu. Jediným soupeřem mu byly v sezóně 2014 a 2015 jeho časy, kterých dosahoval s Osellou. Vývoj a zkušenosti Simone Faggioliho brzy posunuly Normu M20FC Zytek na stejnou úroveň na jaké byla Osella FA30 Zytek v sezóně 2015, zvlášť, když Simone Faggioli začal spolupráci s pneumatikářským gigantem Pirelli. Simone Faggioli měl k dispozici nesrovnatelné podmínky oproti konkurentům, mnoho komponentů na jeho voze bylo prototypových, firmy vyvíjející závodní komponenty na jeho voze aplikovaly své nejlepší výrobky (převodovka, tlumiče, elektronika). Simone Faggioli byl v sezónách 2015, 2016 na absolutním vrcholu – s Normou jel rychleji než s Osellou.
Simone Faggioli po přechodu k Normě navázal na své úspěchy a potvrdil to trojím triumfem na evropských kopcích, v sezónách 2014, 2015 a 2016 znovu dominoval v kontinentálním vrchařském šampionátu a srovnal počet získaných evropský titulů na hodnotu devět, shodně s legendou evropských závodů do vrchu ze 70. a 80. let, Maurem Nesti.
V sezóně 2016 se konal závěrečný podnik sezóny pod hlavičkou FIA jako 2. ročník FIA Hill Climb Masters, kdy se na trati Ecce Homo Šternberk závodilo na 3200 metrů dlouhé variantě dráhy. Simone Faggioli zajel během závodu nejrychlejší čas a vyhrál v kategorii 2 i skupině E2-SC.

### 2017
V roce 2017 Simone Faggioli získal desátý titul mistra Evropy v závodech automobilů do vrchu v kategorii 2. S vozem Norma M20FC Zytek v sezóně 2017 vyhrál 6 závodů v absolutním pořadí a všech 11 závodů, ve kterých startoval v rámci hodnocení skupiny E2-SC. V nepřímém boji o titul mistra Evropy s krajanem Christianem Merlim se opět rozhodlo, stejně jako v předchozí sezóně, v 11 závodě sezóny v Ilirské Bistrici (SLO), kde Merli nedokončil závod kvůli technickým potížím a Faggioli tak získal rozhodující bodový náskok, který mu zajistil desátý triumf na evropském poli závodů do vrchu.

### 2018
Tým Faggioli Racing v sezóně 2018 nasadil do závodů mistrovství Evropy novou specifikaci prototypu Norma M20FC Zytek, která se vyznačuje upravenou aerodynamikou, upravenou pohonnou jednotkou Zytek a modifikovanou převodovkou Sadev. Vstup do první poloviny sezóny byl z pohledu Simone Faggioliho velmi problematický. Vývoj a příprava nového vozu nebyl zcela podle představ a četné technické potíže v první polovině sezóny Faggioliho výrazně přibrzdily v souboji s úhlavním soupeřem z posledních dvou let – Christianem Merlim. Simone Faggioli navíc v první polovině sezóny 2018 věnoval své úsilí i přípravě projektu startu svého týmu na americkém závodě Pikes Peak International Hill Climb 2018. K tomuto závodu nastoupil s prototypem Norma M20 SF PKP a při svém premiérovém startu zaznamenal druhé místo za Romainem Dumasem, který ve stejném roce vyhrál s vozem VW I.D. R Pikes Peak a stanovil nový absolutní rekord tratě.
Po návratu z Ameriky se Faggioli vrátil do vrchařského evropského šampionátu. Evropský titul již ale v sezóně 2018 neobhájil, tentokrát byl úspěšnějším jeho krajan Christian Merli, který navíc v této sezóně Faggiolimu přebral držení většiny rekordů na evropských tratích.
Účast při závodě Montée des Légendes - Col de la Faucille, proměnil Faggioli ve vítězství. Jednalo se o první ročník závodu do vrchu (frekvence závodu je jednou za 2 roky, následující se tedy bude konat v roce 2020), ve kterém startovaly slavní jezdci evropských motoristických disciplín se svými speciály (Sébastien Loeb - Peugeot 208 T16 Pikes Peak, Romain Dumas - Porsche 911, Romain Grosjean - Lancia Delta S4, Ari Vatanen - BMW M3 E30, aj.).
Simone Faggioli sezónu 2018 uzavřel porážkou při FIA Hill Climb Masters 2018 v italském Gubbiu, kde si rovněž nedokázal poradit s rychlejším Christianem Merlim a neobhájil tak zlato z roku 2016 v kategorii 4, kterého dosáhl při FIA Hill Climb Masters 2016 ve Šternberku v České republice.

### 2019
Sezóna 2019 se stala pro Simone Faggioliho opět sezónou vítěznou. Ve své skupině E2-SC v rámci kategorie 2 nezaznamenal v průběhu sezóny jedinou porážku. S deseti vítězstvími si připsal maximálním bodovým zisk a společně s Christianem Merlim se stali vítězi - mistry Evropy v kategorii 2 FIA závodů automobilů do vrchu za rok 2019. K vítězství v Mistrovství Evropy navíc přidal další, v pořadí již třináctý, absolutní titul mistra Itálie v závodech automobilů do vrchu (CIVM).

### 2022
Simone Faggioli se v tomto roce stal po 16-té absolutním mistrem Itálie v závodech automobilů do vrchu. V roce 2022 se plně soustředil právě na italský šampionát a vynechal účast v šampionátu mistrovství Evropy, zároveň se opět zúčastnil závodu Pikes Peak v americkém Coloradu, kde se prezentoval s novinkou italského výrobce automobilů Lamborghini. Se sériovým vozem Lamborghini Urus, produkční kategorie SUV, zajel v dané skupině vozidel SUV neoficiální rekordní čas na trati Pikes Peak.

### 2023
V roce 2023 se plně soustředil opět na italský šampionát a vynechal účast v šampionátu mistrovství Evropy. V italském mistrovství opět nenašel rovného soupeře a už po 17-té dokázal absolutně zvítězit v rámci CIVM.

## Zajímavosti
- Rozhodujícím krokem k zisku titulu mistra Evropy v závodech automobilů do vrchu v sezóně 2016 byla volba Simone Faggioliho, který pro slovinský závod mistrovství Evropy v Ilirské Bistrici nasadil vůz Osella FA30 Zytek, tak aby mohl napřímo bojovat ve skupině E2-SS proti Christianu Merlimu. Byť již třetí sezónu závodil se sportovním prototypem Norma M20FC ve skupině E2-SC, tento krok zvládl a v Ilirské Bistrici zvítězil a Christiana Merliho porazil. Rozhodl tak ve svůj prospěch o zisku titulu mistra Evropy v kategorii 2 pro sezónu 2016.
- Simone Faggioli navštívil v roce 2017 americký závod do vrchu Pikes Peak, s cílem zúčastnit se v budoucnu tohoto závodu jako jezdec v kategorii Unlimited.
- Pikes Peak International Hill Climb 2018 (PPIHC) – Simone Faggioli se svým týmem dokázal zajistit prostředky pro start na americkém vrchařském závodě Pikes Peak. Společně s několika sponzory (Pirreli, Bardahl, Norma) postavili dvojici sportovních prototypů Norma na bázi typu M20FC, které mají speciální úpravy dle předpisů stanovených PPIHC a speciálních požadavků tvořených specifickými požadavky samotného závodu. Dvojice prototypů (s druhým vozem startoval Švýcar Fabien Bouduban) dostala označení Norma M20 SF PKP a byla osazena motorem Nissan (zdvihový objem: 3700 cm³) v úpravě TFT s dvojitým přeplňováním. Při svém prvním startu na této trati zaznamenal skvělý výsledek prostřednictvím druhého nejrychlejšího času historie závodu s vozem se spalovacím motorem a zároveň toho roku skončil jako druhý v kategorii Unlimited.

## Úspěchy
| Rok  | Šampionát                                | Kategorie      | Vozidlo                                                          | Výsledek |
| ---- | ---------------------------------------- | -------------- | ---------------------------------------------------------------- | -------- |
| 2002 | CIVM                                     | Skupina CN4    | Osella PA20S BMW (CN)                                            | 1        |
| 2003 | CIVM                                     | Skupina CN4    | Osella PA20S BMW (CN)                                            | 1        |
| 2004 | CIVM                                     | Skupina CN4    | Osella PA21S Honda (CN)                                          | 1        |
| 2005 | FIA ME                                   | II             | Osella PA21S Honda (CN)                                          | 1        |
| 2006 | CIVM                                     | Skupina CN4    | Osella PA21S Honda (CN)                                          | 1        |
| 2007 | CIVM                                     | Skupina CN4    | Osella PA21S Honda (CN)                                          | 1        |
| 2008 | FIA ME                                   | II             | Osella PA27 BMW (E2-SC)                                          | 3        |
| 2009 | FIA ME                                   | II             | Osella FA30 Zytek (E2-SS)                                        | 1        |
| 2010 | CIVM                                     | Skupina E2M    | Osella FA30 Zytek (E2-SS)                                        | 1        |
| 2010 | FIA ME                                   | II             | Osella FA30 Zytek (E2-SS)                                        | 1        |
| 2011 | CIVM                                     | Skupina E2M    | Osella FA30 Zytek (E2-SS)                                        | 1        |
| 2011 | FIA ME                                   | II             | Osella FA30 Zytek (E2-SS)                                        | 1        |
| 2012 | CIVM                                     | Skupina E2M    | Osella FA30 Zytek (E2-SS)                                        | 1        |
| 2012 | FIA ME                                   | II             | Osella FA30 Zytek (E2-SS)                                        | 1        |
| 2013 | CIVM                                     | Skupina E2M    | Osella FA30 Zytek (E2-SS)                                        | 1        |
| 2013 | FIA ME                                   | II             | Osella FA30 Zytek (E2-SS)                                        | 1        |
| 2014 | CIVM                                     | Skupina E2B    | Norma Auto Concept M20FC Zytek (E2-SC)                           | 1        |
| 2014 | FIA ME                                   | II             | Norma Auto Concept M20FC Zytek (E2-SC)                           | 1        |
| 2014 | FIA Hill Climb Masters                   | II             | Norma Auto Concept M20FC Zytek (E2-SC)                           | 2        |
| 2014 | FIA Hill Climb Masters                   | Nations Cup    | Norma Auto Concept M20FC Zytek (E2-SC)                           | 1        |
| 2015 | CIVM                                     | Skupina E2B    | Norma Auto Concept M20FC Zytek (E2-SC)                           | 1        |
| 2015 | FIA ME                                   | II             | Norma Auto Concept M20FC Zytek (E2-SC)                           | 1        |
| 2016 | CIVM                                     | Skupina E2B    | Norma Auto Concept M20FC Zytek (E2-SC) Osella FA30 Zytek (E2-SS) | 1        |
| 2016 | FIA ME                                   | II             | Norma Auto Concept M20FC Zytek (E2-SC) Osella FA30 Zytek (E2-SS) | 1        |
| 2016 | FIA Hill Climb Masters                   | II             | Norma Auto Concept M20FC Zytek (E2-SC) Osella FA30 Zytek (E2-SS) | 1        |
| 2017 | FIA ME                                   | II             | Norma Auto Concept M20FC Zytek (E2-SC)                           | 1        |
| 2018 | 2018 Pikes Peak International Hill Climb | Unlimited      | Norma Auto Concept M20 SF PKP                                    | 2        |
| 2018 | FIA ME                                   | II             | Norma Auto Concept M20FC Zytek (E2-SC)                           | 4        |
| 2018 | FIA Hill Climb Masters                   | Cat. 4         | Norma Auto Concept M20FC Zytek (E2-SC)                           | 2        |
| 2018 | FIA Hill Climb Masters                   | Nations Cup    | Norma Auto Concept M20FC Zytek (E2-SC)                           | 2        |
| 2019 | CIVM                                     | Absolutně      | Norma Auto Concept M20FC Zytek (E2-SC)                           | 1        |
| 2019 | FIA ME                                   | II             | Norma Auto Concept M20FC Zytek (E2-SC)                           | 1        |
| 2020 | CIVM                                     | Absolutně      | Norma Auto Concept M20FC Zytek (E2-SC)                           | 1        |
| 2021 | FIA ME                                   | II             | Norma Auto Concept M20FC Zytek (E2-SC)                           | 2        |
| 2021 | FIA ME                                   | E2-SC          | Norma Auto Concept M20FC Zytek (E2-SC)                           | 1        |
| 2021 | FIA ME                                   | Best performer | Norma Auto Concept M20FC Zytek (E2-SC)                           | 2        |
| 2021 | CIVM                                     | Absolutně      | Norma Auto Concept M20FC Zytek (E2-SC)                           | 1        |
| 2022 | CIVM                                     | Absolutně      | Norma Auto Concept M20FC Zytek (E2-SC)                           | 1        |
| 2023 | CIVM                                     | Absolutně      | Norma Auto Concept M20FC Zytek (E2-SC)                           | 1        |

## Rekordy tratí závodů do vrchu (jedna jízda)
| Rok  | Stát        | Trať                                                        | Délka [m] | Vozidlo                           | Čas     |
| ---- | ----------- | ----------------------------------------------------------- | --------- | --------------------------------- | ------- |
| 2009 | Portugalsko | Serra da Estrela                                            | 5010      | Osella FA30 Zytek [E2-SS]         | 2:28,84 |
| 2010 | Německo     | Trier                                                       | 3715      | Osella FA30 Zytek [E2-SS]         | 1:29,79 |
| 2011 | Francie     | Mont-Dore / Chambon Sur Lac                                 | 5000      | Osella FA30 Zytek [E2-SS]         | 2:14,61 |
| 2011 | Německo     | Mickhausen                                                  | 2200      | Osella FA30 Zytek [E2-SS]         | 0:46,90 |
| 2014 | Itálie      | Rieti – Terminillo                                          | 15000     | Norma M20FC Zytek [E2-SC]         | 5:21,39 |
| 2014 | Itálie      | Reventino                                                   | 6000      | Norma M20FC Zytek [E2-SC]         | 2:36,09 |
| 2015 | Itálie      | Rieti – Terminillo (délka 13450 metrů)                      | 13450     | Norma M20FC Zytek [E2-SC]         | 4:46,36 |
| 2016 | Česko       | Ecce Homo Šternberk – verze FIA Hill Climb Masters          | 3200      | Norma M20FC Zytek [E2-SC]         | 1:17,51 |
| 2017 | Itálie      | Sarnano-Sassotetto                                          | 8877      | Norma M20FC Zytek [E2-SC]         | 3:42,97 |
| 2017 | Itálie      | Trento – Bondone                                            | 17300     | Norma M20FC Zytek [E2-SC]         | 9:00,53 |
| 2019 | Slovensko   | Dobšinský kopec (délka 6590 metrů)                          | 6590      | Norma M20FC Zytek [E2-SC]         | 2:10,52 |
| 2019 | Slovinsko   | Ilirska Bistrica (délka 5000m)                              | 5000      | Norma M20FC Zytek [E2-SC]         | 1:57,47 |
| 2019 | Itálie      | Coppa Nissena                                               | 5450      | Norma M20FC Zytek [E2-SC]         | 1:51,84 |
| 2019 | Itálie      | Alghero – Scala Piccada                                     | 6285      | Norma M20FC Zytek [E2-SC]         | 2:34,36 |
| 2020 | Chorvatsko  | Grada Skradina                                              | 3387      | Norma M20FC Zytek [E2-SC]         | 1:22,26 |
| 2020 | Chorvatsko  | Nagrada Malačke - Sv. Dujam                                 | 4100      | Norma M20FC Zytek [E2-SC]         | 1:53,16 |
| 2020 | Itálie      | Svolte di Popoli                                            | 7530      | Norma M20FC Zytek [E2-SC]         | 2:56,28 |
| 2020 | Itálie      | Alghero – Scala Piccada                                     | 5100      | Norma M20FC Zytek [E2-SC]         | 2:14,44 |
| 2020 | Itálie      | Monte Erice                                                 | 5730      | Norma M20FC Zytek [E2-SC]         | 2:49,68 |
| 2020 | Itálie      | Cividale - Castelmonte (varianta bez šikan)                 | 6395      | Norma M20FC Zytek [E2-SC]         | 2:55,18 |
| 2021 | Itálie      | Salita del Costo                                            | 9910      | Norma M20FC Zytek [E2-SC]         | 3:59,55 |
| 2021 | Portugalsko | Rampa Internacional de Boticas                              | 5110      | Norma M20FC Zytek [E2-SC]         | 1:57,45 |
| 2021 | Itálie      | Sarnano-Sassotetto                                          | 9770      | Norma M20FC Zytek [E2-SC]         | 4:04,28 |
| 2021 | Itálie      | Vallecamonica (8590m)                                       | 8590      | Norma M20FC Zytek [E2-SC]         | 3:37,64 |
| 2021 | Itálie      | Ascoli Piceno (Coppa Paolino Teodori)                       | 5031      | Norma M20FC Zytek [E2-SC]         | 2:05,04 |
| 2021 | Itálie      | Morano - Campotenese                                        | 7100      | Norma M20FC Zytek [E2-SC]         | 2:37,91 |
| 2021 | Slovinsko   | Ilirska Bistrica (délka 5010m)                              | 5010      | Norma M20FC Zytek [E2-SC]         | 2:04,01 |
| 2021 | Itálie      | Pedavena – Croce D'Aune                                     | 7785      | Norma M20FC Zytek [E2-SC]         | 3:16,67 |
| 2021 | Itálie      | Cronoscalata della Castellana                               | 6190      | Nova Proto NP1 4x4 turbo [E2-SC]  | 2:47,31 |
| 2022 | Itálie      | Coppa Selva di Fasano (varianta se 3 šikanami)              | 5600      | Norma Bardhal M20FC Zytek [E2-SC] | 2:07,61 |
| 2022 | Itálie      | Svolte di Popoli (varianta se šikanou)                      | 7530      | Norma M20FC Zytek [E2-SC]         | 3:05,85 |
| 2022 | Itálie      | Monte Erice (varianta se šikanou)                           | 5730      | Norma Bardhal M20FC Zytek [E2-SC] | 2:53,65 |
| 2022 | Itálie      | Coppa Nissena (varianta se šikanou)                         | 5450      | Norma Bardhal M20FC Zytek [E2-SC] | 2:04,58 |
| 2023 | Itálie      | Rieti – Terminillo (délka 13450 metrů, varianta se šikanou) | 13450     | Norma Bardhal M20FC Zytek [E2-SC] | 4:48,72 |
| 2023 | Španělsko   | Subida Arona-La Escalona                                    | 4400      | Norma Bardhal M20FC Zytek [E2-SC] | 2:14,74 |
| 2024 | Itálie      | Vallecamonica (8590m, varianta se 4 šikanami)               | 8590      | Nova Proto NP01 Bardahl [E2-SC]   | 3:42,60 |

## Ocenění
FIA Hill Climb European Champion kategorie 2 – FIA mistr Evropy v závodech automobilů do vrchu kategorie 2 v sezónách:
2005, 2009, 2010, 2011, 2012, 2013, 2014, 2015, 2016, 2017, 2019.
Absolutní mistr Itálie v závodech automobilů do vrchu:
2002, 2003, 2004, 2006, 2007, 2010, 2011, 2012, 2013, 2014, 2015, 2016, 2019, 2020, 2021, 2022, 2023.
V roce 2010 mu udělila italská asociace  Commissione Sportiva Automobilistica Italiana ocenění Zlatý volant.